# Albita
La albita es un mineral del grupo de los silicatos, subgrupo tectosilicatos, y dentro de ellos pertenece a los feldespatos denominados plagioclasas. Es un aluminosilicato de sodio, que puede llevar calcio o potasio sustituyendo al sodio en la red cristalina, pero por definición la albita debe tener mucho más sodio (más de 90%) que calcio y potasio juntos (menos de 10%).
Presenta un aspecto de cristales bien formados blancos, casi siempre maclados. La macla de cristales aplanados juntos crea el efecto de estriaciones en la superficie del cristal, siendo tan característica que se designa como macla de albita.

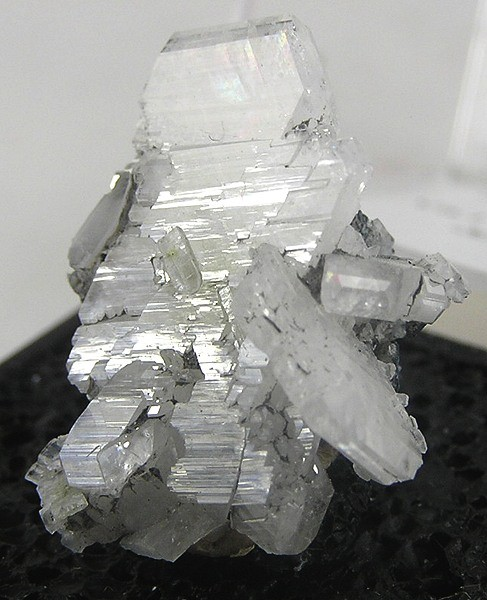
Ejemplar de albita

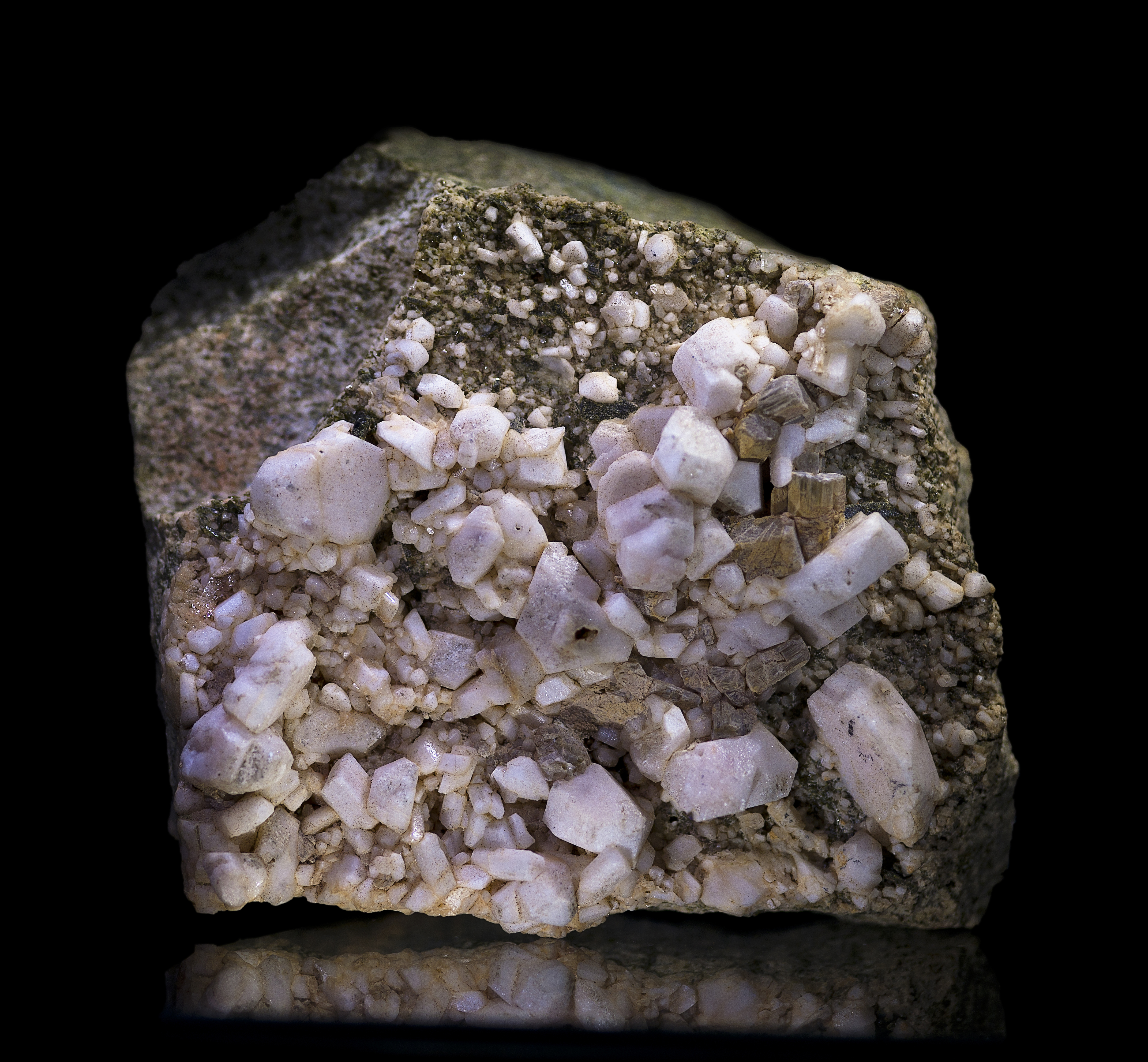
Ejemplar de albita

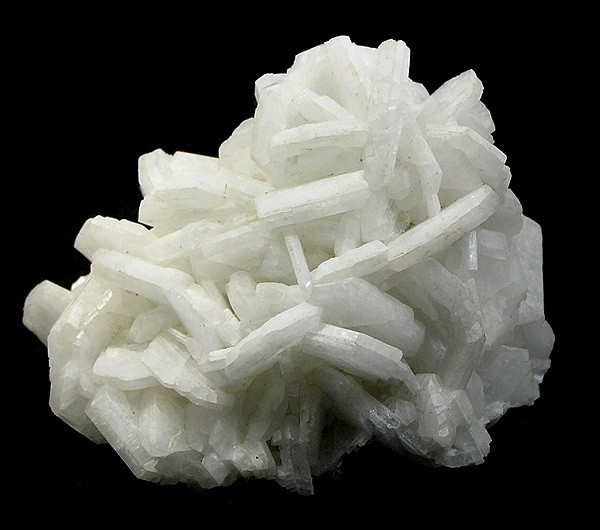
Ejemplar de albita

Es el extremo con sodio de dos series de solución sólida distintas. Por un lado, la serie de las plagioclasas, a la cual se considera que pertenece, cuyos extremos son la albita (plagioclasa de sodio) y la anortita (plagioclasa de calcio). Los términos intermedios no se consideran especies minerales, pero tienen nombres propios, siendo la oligoclasa y la andesina las que se encuentran en la zona dominante en la albita, y la bytownita y la labradorita los de la zona de la anortita. Por otra parte, la serie de los feldespatos potásicos, cuyos extremos son la albita (NaAlSi3O8) y la sanidina (KAlSi3O8), con toda una serie de minerales intermedios con proporciones variables de sodio y potasio.
Su nombre procede del latín albus, que significa blanco, aludiendo a su color más usual. Sinónimos muy poco usados en español son: hiposclerita, olafita y zigadita.
Una variedad de albita es la cleavelandita, que aparece asociada a la turmalina y forma cristales blancos tan extremadamente finos que a veces son transparentes.
La albita fue descrita por primera vez científicamente en 1815 por Johan Gottlieb Gahn y Jöns Jakob Berzelius, que dieron a este mineral, debido a su color predominante blanco, este nombre basado en la palabra latina  albus, 'blanco'.

## Ambiente de formación

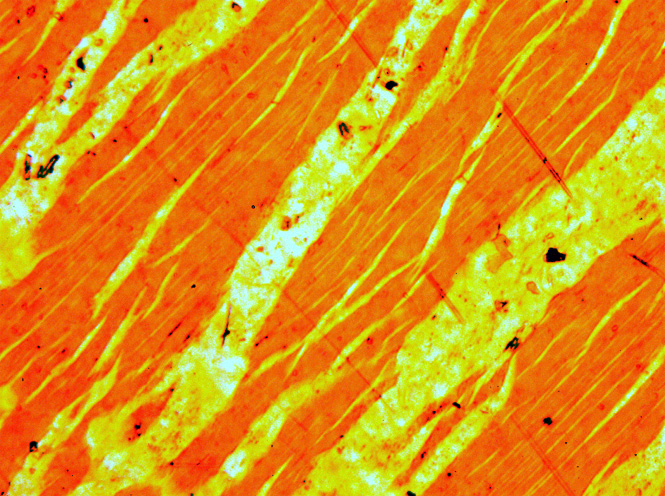
Capas de albita de 0,4 mm en el interior de un mineral de pertita.

La serie de minerales feldespatos potásicos sólo existe cuando el ambiente de cristalización ha sido a alta temperatura. Cuando la temperatura es baja se produce el proceso de exsolución, en el que la albita se separa del resto de masa mineral formando capas de albita en el interior de los cristales de feldespato potásico. A veces estas capas blancas son visibles al ojo humano y el espécimen se denomina pertita.
La albita es un constituyente muy típico de las rocas ígneas de tipo granito o sienita. Los minerales a los que normalmente aparece asociada en ambos tipos de roca son cuarzo, turmalina y moscovita.
Puede hallarse también en rocas metamórficas de grado inferior, como las formadas bajo condiciones de presión y temperatura relativamente bajas, y en ciertas rocas sedimentarias.

## Localización, extracción y uso
La albita es muy frecuente en pegmatitas graníticas, asociada con otros feldespatos, aunque no suele ser el predominante.  Se utiliza en la fabricación de vidrio y cerámica, así como en la industria de materiales refractarios.Se han encontrado importantes yacimientos en la península del Labrador y en la península Escandinava. En España , la albita es el constituyente principal de la Granodiorita que forma el plutón de Estaca de Bares, en La Coruña. También es el componente principal de los feldespatos extraídos para su uso en la industria cerámica en las canteras de Llansá (Gerona).